# Universität Duisburg-Essen

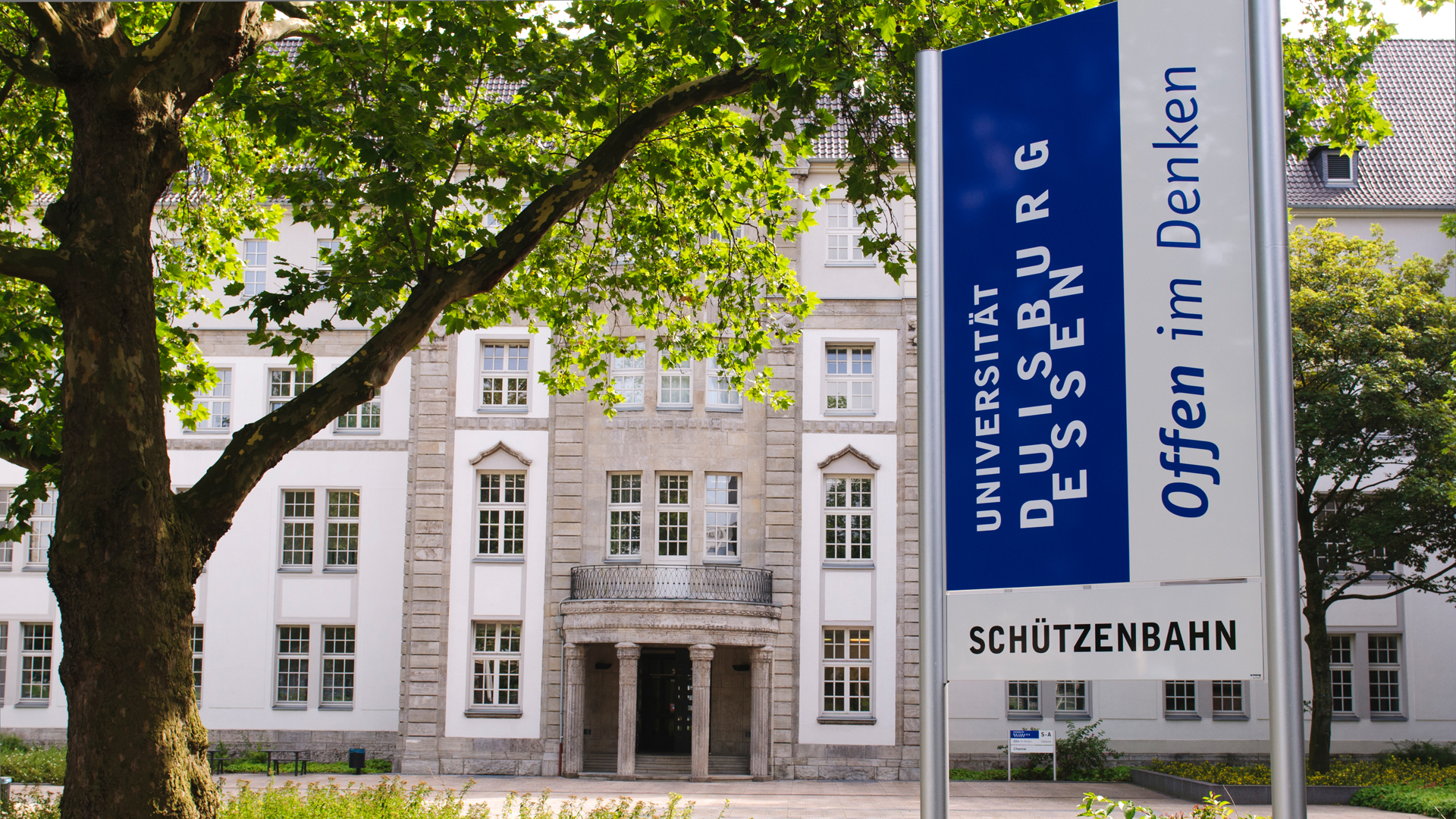

Die Universität Duisburg-Essen (UDE, Uni DuE) wurde am 1. Januar 2003 durch die Fusion der Gerhard-Mercator-Universität Duisburg und der Universität-Gesamthochschule Essen gegründet. Sie gehört mit über 35.000 Studierenden aus 130 Nationen zu den – nach Studierendenzahlen – zwanzig größten deutschen Universitäten. Sie verfügt über ein breites, international ausgerichtetes Fächerspektrum. Sie ist ein Zentrum der nanowissenschaftlichen und biomedizinischen Forschung sowie der Lehrerausbildung in NRW und bietet 305 Bachelor- und Masterstudiengänge an.
Nach dem Times Higher Education (THE) Ranking belegt die Universität Duisburg-Essen unter den Hochschulen 2020 den 194. Platz weltweit.

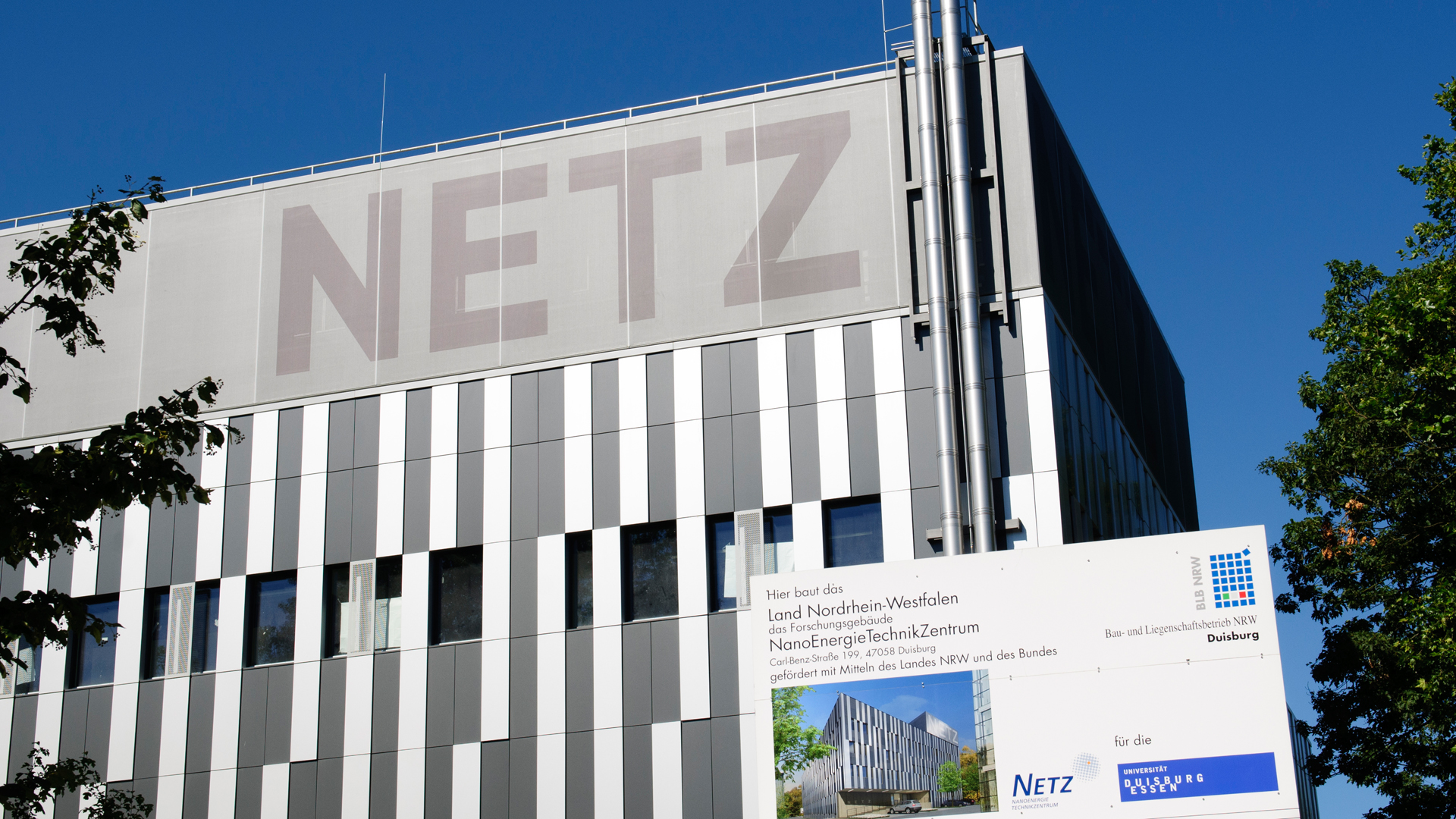

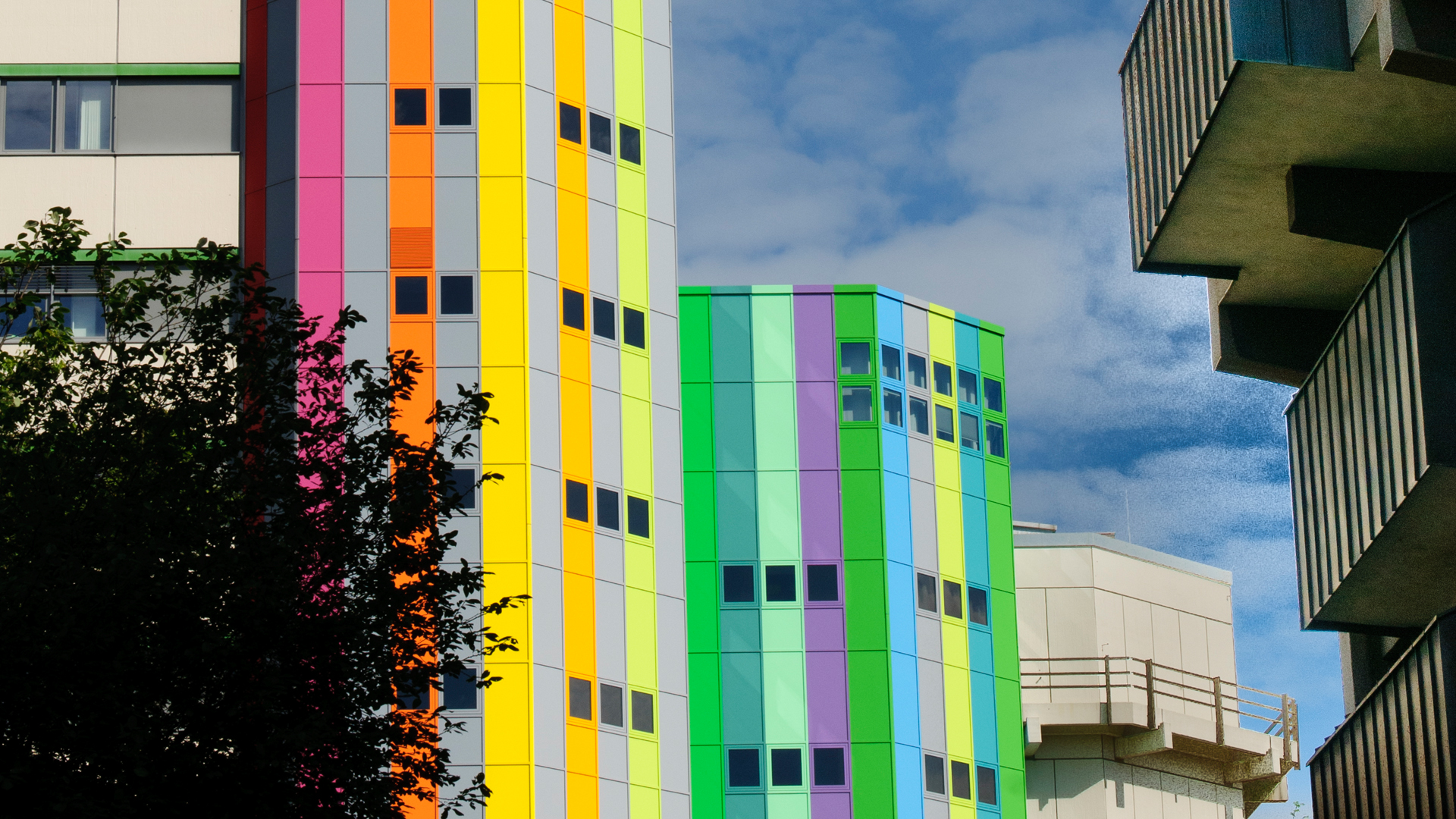

## Geschichte

### Geschichte der Universität Duisburg

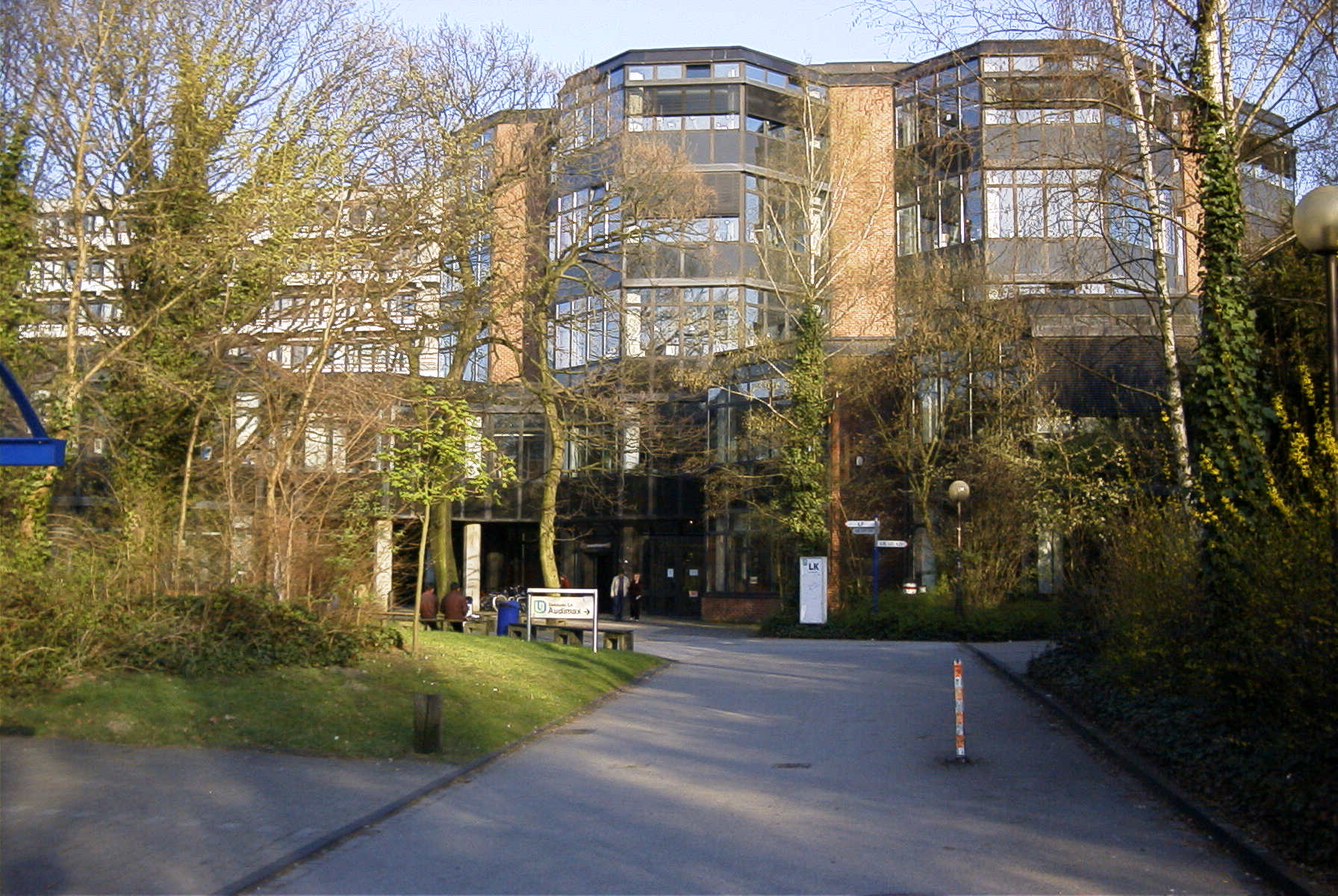
Campus Duisburg: Universitätsbibliothek

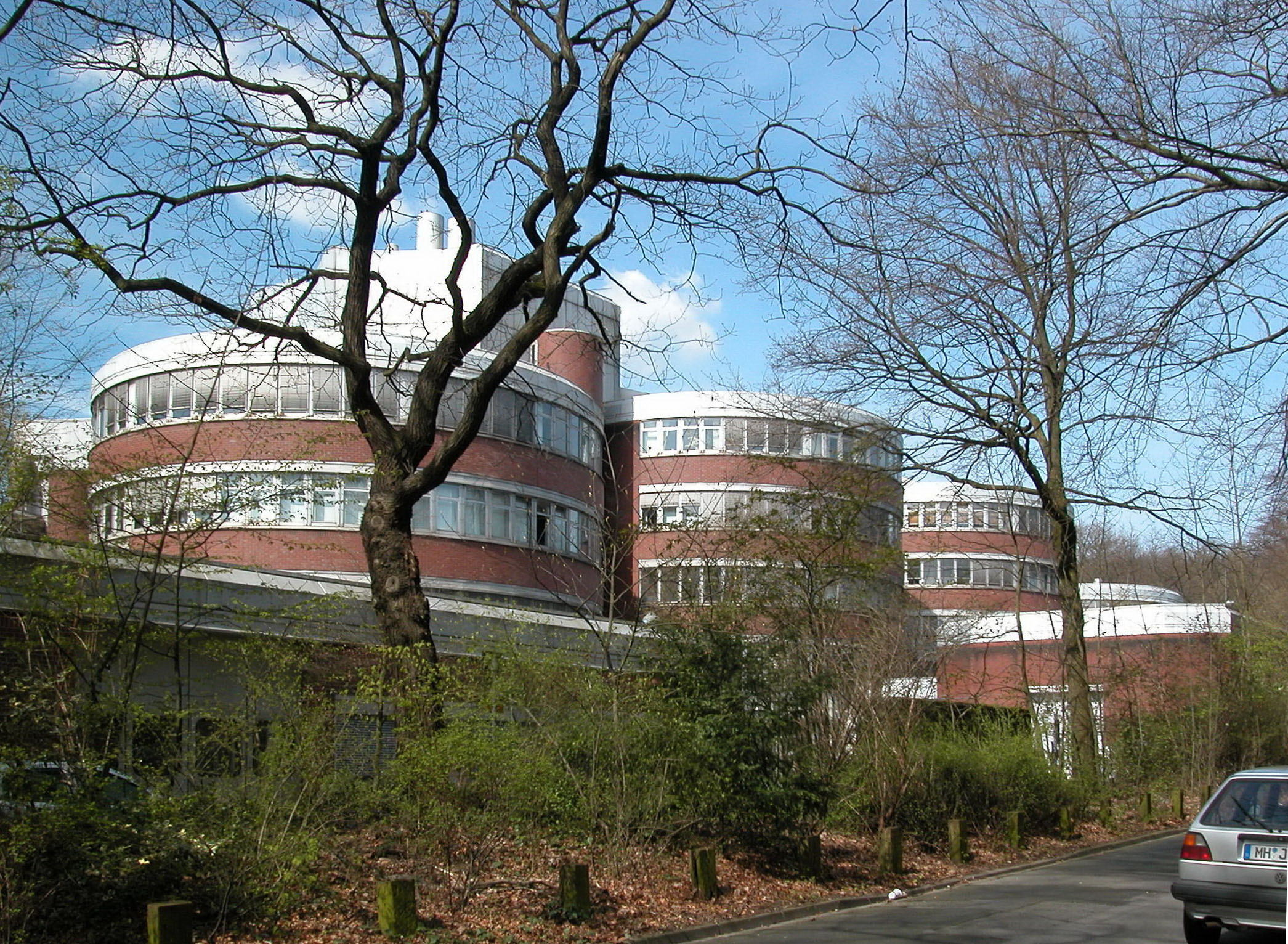
Campus Duisburg: Gebäude der Physik und Ingenieurwissenschaften

Duisburg ist bereits seit dem Jahr 1655 Universitätsstadt. Die Alte Universität Duisburg nahm am 14. Oktober 1655 ihren Lehrbetrieb auf, nach einer feierlichen Eröffnung unter Anwesenheit von Fürst Johann Moritz von Nassau-Siegen, dem Statthalter des Kurfürsten von Brandenburg im Herzogtum Kleve. Schon 90 Jahre zuvor im Jahre 1564 hatte das Herzogtum die Erlaubnis des Papstes und im Jahre 1566 das Privileg des Kaisers Maximilian II. zur Gründung der Universität erhalten.
1818 wurde die alte Universität geschlossen, wobei das Universitätssiegel und die Bibliothek an die Rheinische Friedrich-Wilhelms-Universität Bonn übergeben wurden, die beides bis heute weiterführt.
Zwischen 1818 und 1891 gab es in Duisburg keine Hochschule. 1891 siedelte die Rheinisch-Westfälische Hüttenschule von Bochum nach Duisburg um, die danach zur „Königlich-Preußischen Maschinenbau- und Hüttenschule“ weiterentwickelt wurde und 1938 in „Staatliche Ingenieurschule“ umbenannt wurde.
Nach einem Beschluss der Landesregierung von 1960 wurde die Pädagogische Akademie (evangelisch), ab 1962 Pädagogische Hochschule, 1968 aus dem nahegelegenen Kettwig (ab 1975 Stadtteil von Essen) nach Duisburg verlagert und gehörte zur „Pädagogischen Hochschule Ruhr“.
Diese Hochschule und die zuvor erwähnte Maschinenbau- und Hüttenschule, die 1971 in „Ingenieurschule zur Fachhochschulreife“ und nach Eingliederung eines Fachbereichs Wirtschaft vorübergehend in „Fachhochschule Duisburg“ umbenannt wurde, bildeten den Grundstock zur Gründung der „Gesamthochschule Duisburg“ im Jahre 1972. Gründungsrektor der am 7. August 1972 eröffneten Hochschule war Professor Helmut Schrey.
Die Gründung der Gesamthochschule in Duisburg war ein Teil des Konzepts der nordrhein-westfälischen Regierung, die landesweite Hochschullandschaft zu regionalisieren und mit Hilfe von integrierten Studiengängen mit Praxisbezug auch Studierenden aus Nichtakademiker-Familien das Studium zu ermöglichen. 1980 erhielt die Hochschule den Namen Universität-Gesamthochschule Duisburg.
Im Jahr 1994 beschloss der Senat der Universität unter Gernot Born (Rektor 1986–1995) die Umbenennung in „Gerhard-Mercator-Universität“ als Würdigung der Verdienste Gerhard Mercators. Dieser war Dozent am akademischen Gymnasium Duisburg, das Vorläufer des heutigen Landfermann-Gymnasiums und der Alten Duisburger Universität ist.

### Geschichte der Universität Essen
Die Universität-Gesamthochschule wurde 1972 als Gesamthochschule des Landes Nordrhein-Westfalen gegründet. Sie wurde bewusst – wie zeitgleich weitere Neugründungen – als eine Maßnahme im Zuge des Strukturwandels der Ruhrregion vom Kohle- und Stahlstandort zum Dienstleistungszentrum geschaffen.

Campus Essen: Brunnenplatz

Erbaut wurde die Universität-Gesamthochschule Essen (auch Universität Essen-GH genannt) als Gebäude-Karree um einen grünen Campus herum am nördlichen Rand der Innenstadt auf einem zuvor abgerissenen Teil des traditionsreichen Arbeiterviertels Segeroth, heute Essen-Nordviertel. Durch die Ansiedlung in Innenstadtnähe und in einem Arbeiterbezirk sowie durch die Verteilung der Studierendenwohnheime im gesamten Stadtgebiet sollte eine enge Integration der Akademiker in die städtische Bevölkerung erreicht werden.
In die neu gegründete Hochschule eingegliedert wurde das Universitätsklinikum Essen im Stadtteil Holsterhausen. Die 1909 gegründeten Städtischen Krankenanstalten Essen wurden, bereits mit Blick auf Hochschulgründungspläne für das Ruhrgebiet, zum 1. Oktober 1963 in eine Universitätsklinik des Landes umgewandelt. Vorübergehend wurde das Klinikum als zweite medizinische Fakultät der Westfälischen Wilhelms-Universität Münster zugeordnet, im Wintersemester 1963/64 begann der Lehrbetrieb. 1967 wurde das Klinikum planmäßig in die kurz zuvor gegründete Ruhr-Universität Bochum überführt. Mit der zweiten Gründungswelle 1972 wurde es schließlich Gründungsbestandteil der Gesamthochschule Essen. Essen hatte damit als einzige der Neugründungen der 1970er Jahre und als einzige Stadt im Ruhrgebiet ein Universitätsklinikum.
1972 wurde der Fachbereich Gestaltung der Folkwang-Hochschule in die Universität Essen umgegliedert. 2007 wurde der Fachbereich Gestaltung von der fusionierten Universität Duisburg-Essen in die ab 2010 umbenannte Folkwang Universität der Künste zurückgeführt. Die Räumlichkeiten blieben bis auf weiteres auf dem Campus Essen.
Ebenfalls eingegliedert wurde die Pädagogische Hochschule Essen im Stadtteil Rüttenscheid, deren Gebäude weiter genutzt wurden, die Fachhochschule für Maschinenbau an der Schützenbahn und die Fachhochschule für Bauwesen im Moltkeviertel. Der Standort an der Molktestraße wird mittlerweile nicht mehr von der Universität genutzt, sondern in ihm ist ein Berufskolleg der Stadt Essen untergebracht. Während die Gebäude der Pädagogischen Hochschule mittlerweile freigezogen und abgerissen wurden (als letztes Bauwerk wird im Moment das Hallenbad der ehemaligen PH abgerissen; Stand Januar 2022), gehört der Standort Schützenbahn weiterhin zur fusionierten Universität.
Viele der ursprünglichen Reformkonzepte aus der Gründungszeit griffen aus unterschiedlichen Gründen nicht wie erwünscht oder wurden in der Hochschule nicht umgesetzt. Die Hochschule entwickelte sich über die Jahrzehnte in den meisten Merkmalen zu einer normalen Universität. Als erfolgreichste der Gesamthochschul-Reformideen gilt die Öffnung der Universität für Absolventen des zweiten Bildungswegs, von denen allein in Essen viele tausende Universitätsabschlüsse erwarben – mit ebenbürtigem Erfolg im Vergleich zu Abiturienten, wie durch wissenschaftliche Begleitforschung nachgewiesen wurde.

### Fusion und gemeinsame Entwicklung

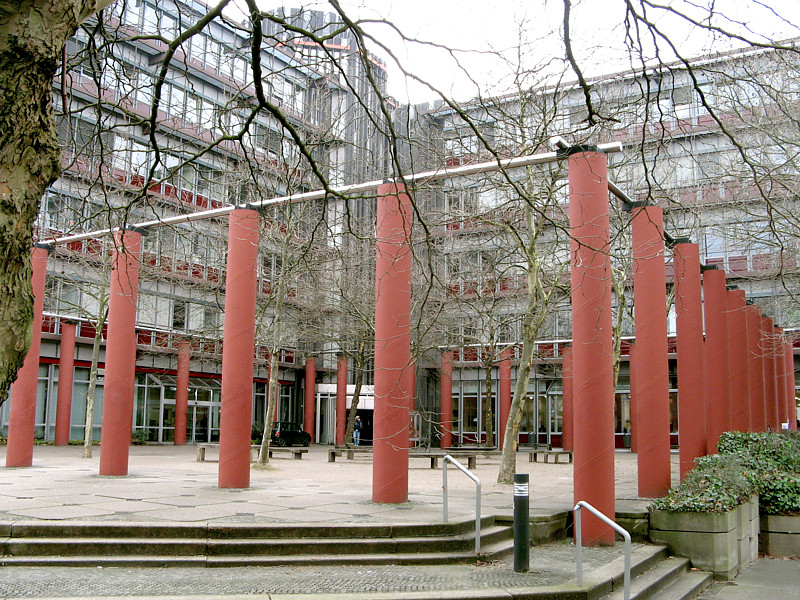
Campus Essen: Brunnenplatz am Tag

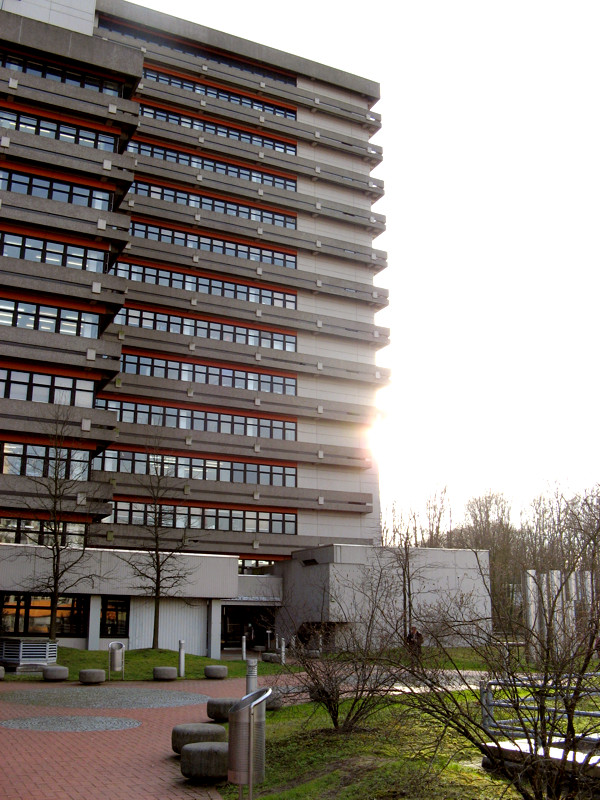
Campus Essen: Klinikum

Die Fusion der beiden zuvor eigenständigen Hochschulen wurde zunächst gemeinsam von den beiden Rektoraten der Hochschulen der Landesregierung vorgeschlagen, um Potenziale zu bündeln und Synergien zu heben. Die Diskussion über den Weg zur Neustrukturierung war allerdings streitig. Auch die Diskussion über die gesetzliche Regelung mit der Landesregierung war häufig streitig, die Fusion wurde aber von der Universität Duisburg stets befürwortet; die Essener Universität hat sie in der Endphase der Diskussion abgelehnt. Die Fusion wurde schließlich am 18. Dezember 2002 vom NRW-Landtag per Gesetz beschlossen und mit Ministerialdirigent Heiner Kleffner ein Gründungsbeauftragter eingesetzt. Klagen des Essener Rektorats gegen dieses Gesetz wurden vom Oberverwaltungsgericht Münster abgewiesen. In der Gründungsphase der neuen, fusionierten Universität wurde intensiv um die Aufteilung der Fächer auf die einzelnen Standorte gerungen.
Mit der Fusion wurde seitens der Landesregierung die Hoffnung verbunden, Kosten zu sparen und durch Bündelung des Fächerbestands zu größeren Fachbereichen an jeweils einem Standort zu kommen, die genügend Potenzial für Spezialisierungen und für die wirksame Teilnahme an der internationalen wissenschaftlichen Diskussion haben sollten. Nach dem Ende der Gründungsphase ist nur eine der vier großen Fächergruppen (Geistes-/Gesellschafts-, Natur-, Ingenieurwissenschaften sowie Medizin) tatsächlich an einem Standort konzentriert:
Die Medizin blieb im Essener Klinikum. Die gesamte Lehramtsausbildung, allerdings mit Ausnahme einzelner beruflicher Fachrichtungen, findet nunmehr in Essen statt, während Fachbereiche wie die Physik nach Duisburg gezogen sind. Laut Entscheidung der Hochschulgremien gehören aber die Fächer Soziologie und Politik nach wie vor zum Profil „Technische Universität“ des Standorts Duisburg; das Bauingenieurwesen verbleibt, obwohl der Fakultät für Ingenieurwesen zugeordnet, deren Studiengänge vor allem am Campus Duisburg angeboten werden, am Standort Essen. Außerdem gibt es weiterhin parallel Studienangebote in der Informatik und den Wirtschaftswissenschaften an beiden Campus. Für Studierende kann dies nach Fächerkombination bedeuten, zwischen beiden Orten pendeln zu müssen; hierfür wurde ein stündlich verkehrender Pendelbus eingerichtet.
Die Universitätsbibliothek ist an beiden Standorten vertreten, ihre Bestände verteilen sich auf derzeit sechs Fachbibliotheken.
Die Universität hat formal keinen Sitz. Das Land hat bei der Fusion nicht festgelegt, welche Stadt Sitz der Hochschule wird. Die Hochschule selbst hat seitdem ebenfalls die Festlegung auf einen Sitz vermieden. Nach Einschätzung des Verwaltungsgerichts Gelsenkirchen anlässlich einer Klage gegen Studiengebühren kann ohne Feststellung des Sitzes kein Gerichtsverfahren gegen die Hochschule durchgeführt werden, obwohl im Errichtungsgesetz als Gerichtsstand Essen festgelegt worden ist.
Im März 2007 wurde von den drei Universitäten Dortmund, Bochum sowie Duisburg-Essen die Universitätsallianz Ruhr (UA Ruhr) gegründet. Diese soll die Kooperation der Lehr- und Forschungsaktivitäten der beteiligten Universitäten stärken und den Universitäten eine bessere Ausgangsposition als exzellentem Standort in der nationalen und internationalen Wissenschafts- und Studienlandschaft geben. Als eines der ersten Projekte der UA Ruhr fördert RuhrCampusOnline die hochschulübergreifende Lehre zwischen den drei Ruhruniversitäten mittels Blended Learning.
Im Dezember 2008 wurde in Essen das Gebäude S07 eingeweiht, der Neubau für die Fachrichtung Chemie verfügt über fast 100 moderne Laborräume. Der Essener Standort (alte PH) in der Henri-Dunant-Straße 65 wurde im Tausch gegen das neue Gebäude auf dem Campus aufgegeben, und mittlerweile (Stand 2021) abgerissen und mit Wohnbebauung besetzt. Im Zuge der Standortaufgabe zog der Botanische Garten in den Grugapark.
Die Universität ist die Universität mit den meisten RISE (Research Internship in Science and Engineering)-DAAD-Universitäts-Stipendiaten aus den Vereinigten Staaten in Deutschland (Stand: Juli 2008).
Die Hochschule verfügt über das bundesweit erste Prorektorat für Diversity Management (DiM), das das Ziel verfolgt, auch bildungsfernen Schichten den Zugang zu einem Hochschulstudium zu ermöglichen. In der kulturellen Vielfalt liegt ein enormes Potenzial, deshalb soll die Verschiedenheit der Studierenden und Beschäftigten umfassend in Lehre und Forschung berücksichtigt werden.
Mit Einrichtung eines universitätsweiten Mentoring-Systems im Wintersemester 2009/10 bietet die UDE erstmals Studierenden aller Fakultäten eine systematische persönliche Beratung und Betreuung über den gesamten Studienverlauf an. Studierende sollen in ihren persönlichen, fachlichen und strategischen Kompetenzen so gestärkt und unterstützt werden, dass sie ihr Studium erfolgreich meistern können und ihre Studienzufriedenheit steigt. Dazu werden persönliche Kontakte aufgebaut und ein eventueller Unterstützungs- sowie Förderbedarf soll rechtzeitig identifiziert werden.
Am Sonntagnachmittag, 27. November 2022, wurde die IT-Infrastruktur der UDE gehackt und mit Ransomware infiziert; hiernach wurde sie größtenteils abgeschaltet. Nach Angaben der Universität sollen große Teile der internen Infrastruktur verschlüsselt und ein Lösegeld für betroffene Systeme gefordert worden sein. Der Angriff wird der Hackergruppe Vice Society zugeschrieben.
Anlässlich des 20-jährigen Bestehens der Universität wurde zum 1. Oktober 2023 die Fakultät Informatik gegründet.

## Forschung

### Profilschwerpunkte
In der Forschung setzt die Universität auf vier Profilschwerpunkte:
- Nanowissenschaften
- Biomedizinische Wissenschaften
- Wandel von Gegenwartsgesellschaften
- Wasserforschung

Mit dem angrenzenden Fraunhofer-Institut für Mikroelektronische Schaltungen und Systeme bestehen seit dessen Gründung zahlreiche Kooperationen in vielen interdisziplinären Studiengängen.

### Rankings
Im Zitationsindex der Zeitschrift Times Higher Education aus dem Jahr 2020 lag die Universität Duisburg-Essen in Deutschland auf dem fünften Platz, hinter Universität Heidelberg, der Berliner Charité, Universität Ulm und Universität Hohenheim und zeigte damit wissenschaftlichen Erfolg und eine hohe Produktivität. Im internationalen Vergleich der am meisten in wissenschaftlichen Veröffentlichungen genannten Universitäten belegte die Universität den Platz 103.
Die Universität Duisburg-Essen lag im Times Higher Education Ranking 2020 auf Platz 23 der besten Universitäten in Deutschland und Platz 194 der besten der Welt. Im Times Higher Education Young University Ranking jüngerer Universitäten belegte sie im Jahr 2021 weltweit Platz 18.

## Fakultäten und Institute

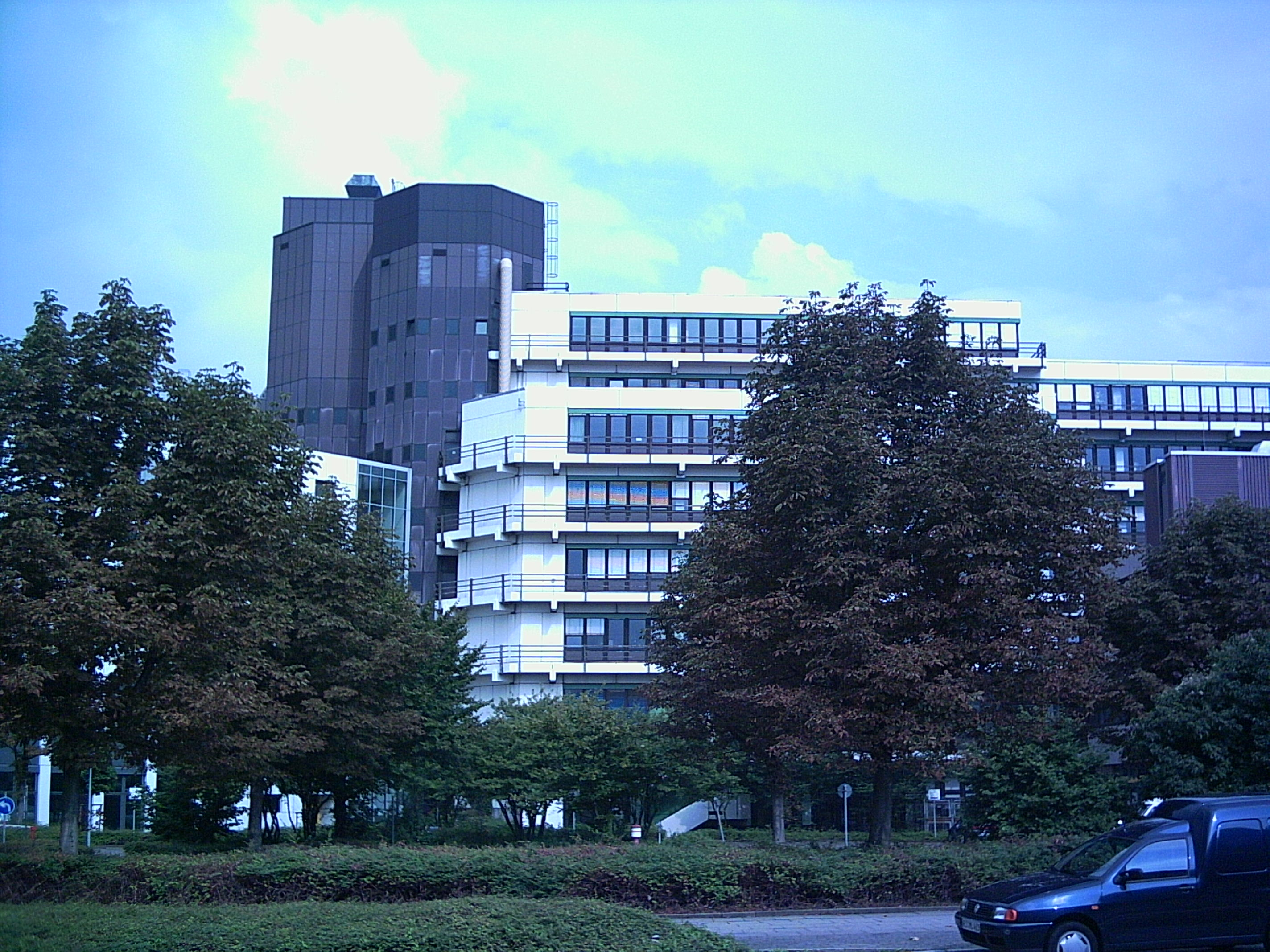
Campus Essen

Die Universität ist in folgende Fakultäten gegliedert:
- Fakultät für Geisteswissenschaften (Campus Essen)
  - Institut für Anglistik
  - Institut für Deutsch als Zweit- und Fremdsprache
  - Institut für Evangelische Theologie
  - Institut für Geographie
  - Institut für Germanistik
  - Institut für Geschichte
  - Institut für Katholische Theologie
  - Institut für Kommunikationswissenschaft
  - Institut für Kunst und Kunstwissenschaft
  - Institut für Niederländische Sprache und Kultur
  - Institut für Philosophie
  - Institut für Romanistik
  - Institut für Sonderpädagogik
  - Institut für Turkistik
- Fakultät für Gesellschaftswissenschaften (Campus Duisburg)
  - Institut für Politikwissenschaft
  - Institut für Soziologie
  - Institut für Sozioökonomie
  - Institut für Entwicklung und Frieden (INEF)
  - Institut Arbeit und Qualifikation (IAQ)
  - Käte Hamburger Kolleg „Politische Kulturen der Weltgesellschaft“
  - NRW School of Governance
- Fakultät für Bildungswissenschaften (Campus Essen)
  - Institut für Berufs- und Weiterbildung
  - Institut für Erziehungswissenschaft
  - Institut für Psychologie
  - Institut für Soziale Arbeit und Sozialpolitik
  - Institut für Sport- und Bewegungswissenschaften
- Fakultät für Wirtschaftswissenschaften (Campus Essen)
  - Institut für Betriebswirtschaft und Volkswirtschaft (IBES)
- Mercator School of Management – Fakultät für Betriebswirtschaftslehre (Campus Duisburg)
- Fakultät für Chemie (Campus Essen)
- Fakultät für Physik (Campus Duisburg)
- Fakultät für Mathematik (Essen – Weststadtcaree)
- Fakultät für Biologie (Campus Essen)
- Fakultät für Ingenieurwissenschaften (Campus Duisburg)
  - Abteilung Bauwissenschaften (Campus Essen)
  - Abteilung Elektrotechnik und Informationstechnik
  - Abteilung Maschinenbau und Verfahrenstechnik
  - International Studies of Engineering
- Fakultät für Informatik[25] (Campus Duisburg und Campus Essen) neugegründet zum 1.10.2023 
  - Abteilung für Allgemeine Informatik
  - Abteilung für Human-centered Computing and Cognitive Science (HCCS)
  - Abteilung für  Software Engineering
  - Abteilung für Wirtschaftsinformatik
- Medizinische Fakultät und Universitätsklinikum Essen

### Zentrale Forschungseinrichtungen
Folgende Einrichtungen sind als zentrale Forschungszentren der Universität Duisburg-Essen deklariert:
- Center for Computational Sciences and Simulation (CCSS)[26]
- Center for Nanointegration Duisburg-Essen (CENIDE)[27]
- CINCH – Zentrum für gesundheitsökonomische Forschung[28]
- Erwin L. Hahn Institute for Magnetic Resonance Imaging[29]
- EKfG – Essener Kolleg für Geschlechterforschung[30]
- IN-EAST – Institut für Ostasienwissenschaften[31]
- IZfB – Interdisziplinäres Zentrum für Bildungsforschung (ehem. ZeB – Zentrum für Empirische Bildungsforschung)[32]
- InZentIm – Interdisziplinäres Zentrum für Integrations- und Migrationsforschung[33]
- Käte Hamburger Kolleg / Centre for Global Cooperation Research[34]
- Kulturwissenschaftliches Institut Essen (gemeinsame Trägerschaft mit den Universitäten Bochum und Dortmund)[35]
- paluno – The Ruhr Institute for Software Technology[36]
- ZLV – Zentrum für Logistik und Verkehr[37]
- ZMB – Zentrum für Medizinische Biotechnologie[38]
- ZWU – Zentrum für Wasser- und Umweltforschung[39]

### Zentrale Serviceeinrichtungen
- Akademisches Beratungs-Zentrum Studium und Beruf (ABZ)
- Hochschulsport (HSP)
- Institut für wissenschaftliche Schlüsselkompetenzen (IwiS) (ehemals Institut für Optionale Studien (IOS))
- Universitätsbibliothek (UB)
- Zentrum für Hochschulqualitätsentwicklung (ZHQE)[40]
- Zentrum für Informations- und Mediendienste (ZIM)[41]
- Zentrum für Lehrkräftebildung (ZLB)[42]
- Science Support Center (SSC)
- Koordinations- und Forschungsstelle des Netzwerks Frauen- und Geschlechterforschung NRW[43]

### An-Institute
- DTNW – Deutsches Textilforschungszentrum Nord-West e. V.
- DST – Entwicklungszentrum für Schiffstechnik und Transportsysteme e. V.
- IUTA – Institut für Umwelt & Energie, Technik & Analytik e. V.
- IMST GmbH – Institut für Mobil- und Satellitenfunktechnik
- IWW Rheinisch-Westfälisches Institut für Wasserforschung gGmbH
- KI Ruhr – Konfuzius-Institut Metropole Ruhr
- MERICS – Mercator Institute for China Studies
- Rhein-Ruhr-Institut für Sozialforschung und Politikberatung e. V.
- Salomon Ludwig Steinheim-Institut für Deutsch-Jüdische Geschichte e. V.
- Zentrum für Brennstoffzellen-Technik ZBT GmbH
- ZfTI – Zentrum für Türkeistudien und Integrationsforschung

Die folgenden genannten An-Institute sind Mitglieder der Johannes-Rau-Forschungsgemeinschaft: DST, IUTA, IWW, Salomon Ludwig Steinheim-Institut, ZBT, ZfTI.

## Studentische Vertretung
Die Vertretung der Studierenden obliegt der Studierendenschaft. Sie regelt ihre eigenen Angelegenheiten im Rahmen der studierendischen Selbstverwaltung unabhängig und ist als Verfasste Studierendenschaft eine rechtsfähige Körperschaft des öffentlichen Rechts und Gliedkörperschaft der Hochschule. Organe dieser Selbstverwaltung sind unter anderem das Studierendenparlament, der AStA sowie die Fachschaften die Fachschaftsräte. Darüber hinaus sind Studierende in vielen Gremien mitbeteiligt. Der AStA stand wegen des Vorwurfs der Untreue in Kritik; die Staatsanwaltschaft Essen ermittelte gegen ehemalige Funktionäre. Anstoß war ein anonymes Schreiben vom Spätsommer 2011. Die Angeklagten wurden 2016 freigesprochen der amtierende AStA verfolgt zivilrechtlich weiterhin Ansprüche gegen ehemalige Verantwortliche.
Das Studierendenparlament (SP) ist das oberste Beschluss fassende Organ der Studierendenschaft, also aller immatrikulierten Studierenden an der Universität. Er wird einmal jährlich gewählt und besteht aus 37 Parlamentariern, die nach dem Hare/Niemeyer-Verfahren gewählt werden. Der Allgemeine Studierendenausschuss (AStA) wird vom Studierendenparlament gewählt und setzt dessen Beschlüsse um. Außerdem ist er Ansprechpartner für viele studentische Lebensbereiche. Er besteht aus verschiedenen Referaten wie dem Referat für Sozialpolitik, dem Referat für Nachhaltigkeit und Mobilität, dem Referat für Kultur und Freiräume, dem Referat für Hochschulpolitik und politische Bildung, dem Referat für Finanzen und dem AStA-Vorsitz. Der AStA-Vorsitz vertritt die Studierendenschaft (§ 55 Absatz 1 Satz 1 HG NW) innerhalb der Universität und nach außen, gerichtlich und außergerichtlich. Er besteht aus dem Vorsitz und zwei stellvertretenden Personen.
Die letzte Wahl zum Studierendenparlament fand im Mai 2023 statt. Die Wahl musste um ein halbes Jahr verschoben werden, da die Universität im November 2022 von einem Cyberangriff betroffen war.
Die Juso-Hochschulgruppe erreichte bei der Studierendenparlamentswahl 2023 mit einem Stimmenzuwachs über 20 Prozentpunkten ihr bestes Ergebnis bei einer Studierendenparlamentswahl.

## Personen

### Rektoren
Universität-Gesamthochschule Duisburg:
- 1972–1975: Helmut Schrey (1920–2012)
- 1975–1979: Werner Schubert (1924–2013)
- 1979–1986: Adam Weyer (1928–1995)
- 1986–1995: Gernot Born (1944–2012)
- 1995–1999: Walter Eberhard
- 1999–2002: Ingo Wolff (* 1938)

Universität-Gesamthochschule Essen:
- 1972–1979: Walter Kröll (* 1938)
- 1979–1983: Peter Neuman-Mahlkau (* 1934)
- 1983–1984: Horst Gentsch
- 1984–1988: Fritz Steimle
- 1988–1992: Christian Streffer (* 1934)
- 1992–1996: Elmar Lehmann (1940–2021)
- 1996–2000: Karl Rohe (1934–2005)
- 2000–2002: Ursula Boos-Nünning (* 1944)
- 2002: Karl-Heinz Jöckel (* 1953)

Universität Duisburg-Essen:
- 2003: Heiner Kleffner, Gründungsbeauftragter, Ministerialdirigent
- 2003–2008: Lothar Zechlin (* 1944), Gründungsrektor
- 2008–2022: Ulrich Radtke (* 1955)
- seit 2022: Barbara Albert (* 1966)

### Bekannte Studenten und Absolventen
- Rodion Bakum, deutscher Politiker (SPD) und Mitglied des Landtags in Nordrhein-Westfalen
- Else Beitz, Erziehungswissenschaftlerin[51]
- Rainald Becker, deutscher Fernsehjournalist der ARD
- Peter Bialobrzeski, Fotograf und Hochschulprofessor
- Friedrich Bird, Psychiater und Medizinschriftsteller
- Cornelius Boersch, deutscher Investor
- Gerhard M. Buurman, Hochschullehrer und Designer
- Sabine Döring, Hochschullehrerin und ehemalige Staatssekretärin im Bundesministerium für Bildung und Forschung
- Serap Güler, deutsche Politikerin (CDU) und Staatssekretärin für Integration im Ministerium für Kinder, Familie, Flüchtlinge und Integration des Landes Nordrhein-Westfalen
- Andreas Gursky, Fotograf
- Jitka Hanzlová, Fotokünstlerin
- Sabine Heinrich, Moderatorin[52]
- Heinz Hilgert, Vorstandsvorsitzender der WestLB AG
- Markus Kamieth, Vorstandsvorsitzender der BASF
- Petra Kammerevert, Politikerin (SPD)
- Christoph Kammertöns, Musikwissenschaftler
- Willi Kissmer, Rockmusiker und Maler
- Hannelore Kraft, Politikerin (SPD), ehemalige Ministerpräsidentin des Landes Nordrhein-Westfalen
- Armin Krenz, deutscher Sozialpädagoge, heilkundlicher Psychotherapeut und Autor
- Moritz Körner, deutscher Politiker (FDP) und Mitglied des Europäischen Parlaments
- Marcel Luthe, deutscher Politiker (parteilos, davor FDP), Mitglied des Abgeordnetenhauses von Berlin, Autor und Gewerkschaftsfunktionär.
- Gerhard Mammen, Ökonom und Präsident der Hochschule Ansbach (2003–2012)
- Frank Mastiaux, Vorstandsvorsitzender EnBW AG
- Ralf Michalowsky, Politiker (Die Linke)
- Werner Müller, Parteilos, Bundesminister a. D.
- Karl-Thomas Neumann, Vorstandsvorsitzender Adam Opel AG seit März 2013
- Dieter Nuhr, Kabarettist
- Armin Papperger, Vorstandsvorsitzender des Rüstungskonzerns Rheinmetall
- Reinhard Paß, Politiker (SPD), Oberbürgermeister der Stadt Essen a. D.
- Werner Pepels, Professor für Betriebswirtschaftslehre, Lehrbuchautor, Stiftungsvorstand
- Nadine Rentel, Romanistin
- Jan-Michael Richter alias Jamiri, Comiczeichner und -autor
- Frank T. Rothaermel, Professor am Scheller College of Business der Georgia Institute of Technology
- Adolf Sauerland, Politiker (CDU), Oberbürgermeister Stadt Duisburg a. D.
- Susanne Schade, Produktdesignerin und Hochschullehrerin
- Mohamedou Ould Slahi, Elektroingenieur
- Ludger Stratmann, alias Doktor Stratmann, Kabarettist
- Tobias Voss, Profiboxer und Thaiboxer
- Gorden Wagener, deutscher Automobil-Designer und Chief Design Officer der Daimler AG
- Paul Wans, Maler
- Julia Wenzel, deutsche Politikerin (Bündnis 90/Die Grünen) und Mitglied des Landtags in Nordrhein-Westfalen
- Alfred Wiedensohler, Physiker
- Jan-Henrik Witthaus, Romanist

### Ehrentitel

#### Ehrenbürger
Insgesamt zwölf Männer sind als Ehrenbürger auf der Website der Universität aufgeführt (Stand 2024).

#### Ehrensenatoren
Zu Ehrensenatoren der Universität können Persönlichkeiten ernannt werden, die sich hohe Verdienste um die Hochschule im Bereich Forschung und Lehre erworben haben. Die Universität zeichnete bisher elf Männer mit diesem Titel aus (Stand 2024).

### Gastdozenten

#### Mercator-Professoren

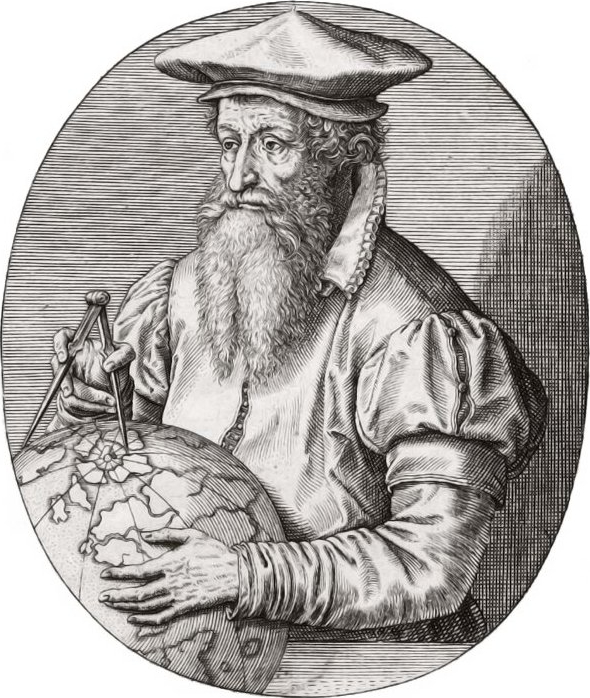
Gerhard Mercator: Namensgeber für Teilinstitutionen der Universität Duisburg-Essen

„Mit der Mercator-Professur soll das wissenschaftliche Vermächtnis des berühmten Duisburger Kartographen und Universalgelehrten aus dem 16. Jahrhundert wachgehalten werden. Zentrales Kriterium für die Vergabe der Mercator-Professur ist Weltoffenheit und Weitblick für die wichtigen Zeitfragen.“ Seit 1997 waren bislang die folgenden Persönlichkeiten Inhaber einer Mercator-Professur (bis 2003 an der Gerhard-Mercator-Universität Duisburg):
- 1997: Hans-Dietrich Genscher[56]
- 1998: Siegfried Lenz
- 1999: Jan Philipp Reemtsma
- 2000: Jutta Limbach
- 2001: Volker Schlöndorff
- 2002: Ulrich Wickert
- 2003: Daniel Goeudevert
- 2004: Walter Kempowski
- 2005: Richard von Weizsäcker
- 2006: Necla Kelek
- 2007: Hanan Aschrawi
- 2008: Christiane Nüsslein-Volhard
- 2009: Peter Scholl-Latour
- 2010: Alice Schwarzer[57]
- 2011: Udo Di Fabio
- 2012: Wolfgang Huber
- 2013: Margarethe von Trotta
- 2015: Götz W. Werner
- 2016: Karl Lehmann
- 2017: Alfred Grosser
- 2018: Joachim Gauck
- 2021: Antje Boetius[58][59]
- 2022: Ottmar Edenhofer[60][61]
- 2023: Mai Thi Nguyen-Kim
- 2024: Carolin Emcke

#### Poets in Residence
Laut Eigenaussage war die Universität Duisburg-Essen die erste und lange Zeit einzige Hochschule Deutschlands, die dem in den USA weitverbreiteten Beispiel der Einrichtung eines poet in residence an der Universität folgte und dafür Gegenwartsautoren als Gastdozenten für Lesungen und Seminare an die Universität holte. Martin Walser hielt 1975 als erster poet in residence in Essen Poetik-Vorlesungen.
Seit dem Sommersemester 2000 waren folgende Persönlichkeiten an der Universität Essen (später Duisburg-Essen) als poet in residence tätig:
- SS00: Emine Sevgi Özdamar
- WS00/01: Kirsten Boie
- SS01: Volker Braun
- WS01/02: Robert Gernhardt
- SS02: Mike Nicol
- SS03: Friedrich Christian Delius
- WS03/04: Brigitte Burmeister
- SS04: Georg Klein
- WS04/05: Andreas Steinhöfel
- SS05: Yōko Tawada
- WS05/06: Dagmar Leupold
- SS06: Friedrich Ani
- WS06/07: Hans-Ulrich Treichel
- SS07: Terézia Mora
- WS07/08: Zafer Şenocak
- SS08: Jürgen Lodemann
- SS09: Barbara Köhler
- WS09/10: Klaus Händl
- SS10: John von Düffel
- WS10/11: Judith Kuckart
- SS11: Norbert Hummelt
- WS11/12: Norbert Scheuer
- SS12: Guy Helminger
- WS12/13: Reinhard Jirgl
- SS13: Antje Rávic Strubel
- WS13/14: Bernhard Jaumann
- WS14/15: Kathrin Röggla
- SS15: Marion Poschmann
- WS15/16: Klaus Modick
- SS16: Lukas Bärfuss
- WS16/17: Dorothee Elmiger, Reto Hänny
- SS17: Christof Hamann
- SS18: Peter Wawerzinek
- WS18/19: Peter Stamm
- SS19: Esther Kinsky
- WS19/20: Alida Bremer
- WS20/21: Sabine Gruber
- SS21: Michael Roes
- WS21/22: Nadja Küchenmeister
- SS22:  Jan Wagner
- SS23: Natalka Sniadanko
- WS23/24: Anja Kampmann
- SS24: Caren Jeß
- WS24/25: Christoph Peters[65]
- SS25: André Kubiczek

Davor, seit dem Wintersemester 1975/76, hatten bereits u. a. Jurek Becker, Wilhelm Genazino, Günter Grass, Günter Herburger, Rolf Hochhuth, Heinar Kipphardt, Cees Nooteboom, Peter Rühmkorf, Martin Walser und Dieter Wellershoff ein Engagement als poet in residence inne.

#### Gastprofessur für Politikmanagement der Stiftung Mercator
- WS07/08: Wolfgang Clement
- SS08: Fu-chang Chang
- SS09: Antje Vollmer
- SS10: Stefan Aust[66]
- SS11: Peer Steinbrück
- WS12/13: Bernhard Vogel
- WS13/14: Jutta Limbach
- WS14/15: Günter Verheugen
- WS15/16: Christine Bergmann
- WS16/17: Christian Wulff
- SS18: Rita Süssmuth
- WS18/19: Gert Scobel
- WS19/20: Gregor Gysi
- WS20/21: Andrea Nahles[67]
- WS21/22: Alexander Graf Lambsdorff
- WS22/23: Annegret Kramp-Karrenbauer[68]
- WS23/24: Renate Künast[69]
- WS24/25 Armin Laschet[70]

#### Weitere Gastdozenten
- Bruce N. Ames, Krebsforscher
- Robert Huber, Chemiker, Nobelpreis-Träger
- Jette Joop, Schmuck- und Modedesignerin
- Kai Krause, Software-Pionier und Musiker
- Yehudi Menuhin, Violinist und Dirigent
- Qamar Rahman, Dekanin der Amity University Lucknow, Indien